# Монтгомери (Тексас)
Монтгомери (енгл. Montgomery) град је у америчкој савезној држави Тексас. По попису становништва из 2010. у њему је живело 621 становника.

## Демографија
Према попису становништва из 2010. у граду је живело 621 становника, што је 132 (27,0%) становника више него 2000. године.
| Група             | 2000.       | 2010.       |
| Белци             | 278 (56,9%) | 360 (58,0%) |
| Афроамериканци    | 183 (37,4%) | 164 (26,4%) |
| Азијати           | 0 (0,0%)    | 4 (0,6%)    |
| Хиспаноамериканци | 20 (4,1%)   | 90 (14,5%)  |
| Укупно            | 489         | 621         |